# Opération Blumenpflücken
L'Opération Blumenpflücken (littéralement l'opération Cueillette de fleur) est une opération de contre-résistance dans les territoires occupés de Norvège, planifié et exécuté par la Gestapo/Sicherheitspolizei en 1944 et début 1945.

## Historique
Elle fut planifiée par Ernst Weiner (en) et fut une partie du Gegenterror, organisé pour affaiblir les troupes norvégiennes. Le but n'était pas de terroriser ou d’assassiner les chefs de la résistance centrale, mais plutôt de capturer et de tuer d'autres Norvégiens connus et masquer le but réel. Selon Arnfinn Moland (en), les meurtres ont eu pour but de ressembler à des actions de la résistance norvégienne, en particulier les actions communistes.
Beaucoup croyaient en la supercherie dans les années 1990. Egil Ulateig (en) du livre Med rett til å drepe, avec l'aide de Hans Fredrik Dahl (en), a révélé une affirmation au sujet de deux des victimes de l'Opération Blumenpflücken. Pendant la guerre, même certains allemand ont pensé que l'initiative était venue de Siegfried Fehmer (en) ou du Commissariat du Reich de Norvège. Arnfinn Moland (en) a également affirmé que le nazi norvégien de la police Statspolitiet n'a pas été informés. l'historien Tore Pryser (en) a déclaré que Statspolitiet était effectivement impliqué.
Selon Moland, Weimer a participé et, entre le douze juin et le premier juillet 1944, il tua trois de ses onze victimes, Einar Hærland (en), Sigurd Roll (en) et Gunnar Spangen. Selon Berit Nøkleby (en) dans Norsk krigsleksikon 1940-45, une femme du nom de Sigrid Hammerø fut également tuée et fit d'elle la seule victime féminine de l’opération. Les sept autres meurtres ont eu lieu en novembre et décembre 1944. Le premier fut réalisé par deux norvégiens et un assistant allemand, Erwin Morio. Les trois suivants par des allemands ; Heinz Vierke fut légalement acquitté pour un meurtre. Les deux suivants furent commis par deux norvégiens. Les trois derniers furent pris en charge par Nickerl ou Heinz Vierke avec des assistants norvégiens. La dernière victime, Georg Henrik Resch, tué le six janvier 1945, était la mauvaise personne. Deux essais ratés, une fois le 4 septembre et l'autre le 30 octobre précédent. Tous les meurtres sauf trois ont eu lieu à Oslo ou Åker. Sur les onze meurtres qui sont allés jusqu'au procès après la guerre, il y avait des condamnations dans chaque cas, sauf celui de Heinz Vierke. Ernst Weiner a été parmi les arrêtés, mais il s'est suicidé. L'historien Tore Pryser a soulevé quelques doutes sur la version officielle du suicide.

### Annexe
- (en) Cet article est partiellement ou en totalité issu de l’article de Wikipédia en anglais intitulé « Operation Blumenpflücken » (voir la liste des auteurs).